# Kostjantynivskyj rajon
Kostjantynivskyj rajon (ukrainsk: Костянтинівський район; russisk: Константиновский район) er en af de 18 administrative rajoner i Donetsk oblast i det østlige Ukraine. Rajonen har 18.592(2015) indbyggere og et areal på 1.172 km². Det administrative center er placeret i byen Kostjantynivka, selvom byen ikke er en del af Kostjantynivskyj rajon.
48°31′36″N 37°42′15″Ø / 48.5267°N 37.7042°Ø